# مزار خواجه زمانی
مزار خواجه زمانی؛ نام مزاری تاریخی مربوط به دورهٔ پهلوی اول است و در شهرستان مشهد، روستای شرشر واقع شده و این اثر در تاریخ ۲۵ آبان ۱۳۸۴ با شمارهٔ ثبت ۱۳۸۸۰ به‌عنوان یکی از آثار ملی ایران به ثبت رسیده‌است.